# Oberrimbach (Burghaslach)
Oberrimbach (fränkisch: Ejba-rimbi) ist ein Gemeindeteil des Marktes Burghaslach im Landkreis Neustadt an der Aisch-Bad Windsheim (Mittelfranken, Bayern). Die Gemarkung Oberrimbach hat eine Fläche von 6,154 km². Sie ist in 564 Flurstücke aufgeteilt, die eine durchschnittliche Fläche von 10911,15 m² haben.

## Lage
Das Dorf befindet sich mitten im Steigerwald. Durch den Ort verlaufen der Bach Rimbach und der Fränkische Marienweg. Die Staatsstraße 2261 führt nach Unterrimbach (2 km östlich) bzw. nach Rosenbirkach (1,2 km südwestlich). Eine Gemeindeverbindungsstraße führt nach Kirchrimbach zur Kreisstraße NEA 7 (0,5 km östlich).

## Geschichte
Der Ort wurde im Würzburgischen Lehenbuch, das zwischen 1303 und 1313 entstanden ist, als „Rimpach“ erstmals erwähnt. Das zugrundeliegende Hydronym Rimbach bedeutet ‚zum Rinderbach‘. Oberrimbach lag im Fraischbezirk der Castell’schen Cent Burghaslach. Sechs Anwesen hatten das Bambergischen Amt Schlüsselfeld als Grundherrn.
Mit dem Gemeindeedikt (frühes 19. Jahrhundert) wurde Oberrimbach dem Steuerdistrikt Kirchrimbach zugeordnet. Zugleich entstand die Ruralgemeinde Oberrimbach. Sie war in Verwaltung und Gerichtsbarkeit dem Herrschaftsgericht Burghaslach zugeordnet und in der Finanzverwaltung zunächst dem Rentamt Scheinfeld, nach dessen Auflösung im Jahr 1818 dem Rentamt Iphofen. Vor 1837 erfolgte die Überweisung an das Landgericht Markt Bibart. Spätestens 1846 erfolgte die Umgemeindung von Burghöchstadt nach Oberrimbach. 1852 kam Oberrimbach an das Landgericht Scheinfeld. Für die Verwaltung war ab 1862 das Bezirksamt Scheinfeld zuständig (1939 in Landkreis Scheinfeld umbenannt) und für die Finanzverwaltung ab 1879 das Rentamt Markt Bibart (1919–1929: Finanzamt Markt Bibart, 1929–1972: Finanzamt Neustadt an der Aisch, seit 1972: Finanzamt Uffenheim). Die Gerichtsbarkeit blieb beim Landgericht Scheinfeld, mit dessen Auflösung übernahm diese 1879 das Amtsgericht Scheinfeld. Die Gemeinde Oberrimbach hatte 1964 eine Gebietsfläche von 9,949 km². Im Rahmen der Gebietsreform in Bayern wurde die Gemeinde am 1. Januar 1972 nach Burghaslach eingegliedert.

### Baudenkmäler
- St.-Sebastian-Kapelle: Satteldachbau mit dreiseitigem Abschluss, offenem Dachreiter als Glockentürmchen und Putzgliederung, 1830; mit Ausstattung.[16]
- Haus Nr. 29: Ehemaliges Gasthaus Weißes Roß[16]

ehemalige Baudenkmäler
- Gemeindehaus. Erdgeschossiges Giebelhaus, 18./19. Jahrhundert. Verputzter Massivbau mit Fachwerkgiebeln. Nördlich ausgebautes Zwerchhaus, dessen First den des Hauptbaues überragt und gegen ihn abgewalmt ist. Über dem Nordgiebel sechsseitiger hölzerner Glockenturm mit Zwiebeldach aus Blech und Knaufstange.[17]
- Haus Nr. 14: Eingeschossiges Wohnstallhaus, im Türsturz bezeichnet „18 SH 38“. Verputzter Massivbau vier zu einer Achse, mit Fachwerkgiebeln. Im Westen zweigeschossiges Zwerchhaus mit vier Fenstern im Obergeschoss, in der Flucht der südlichen Giebelwand.[17]
- Haus Nr. 25: Stattliches zweigeschossiges Bauernhaus aus glatt behauenen Quadern. Im Türsturz bezeichnet „G. Sch. / 1857“. Die verputzte Giebelseite dreiachsig, mit Krüppelwalm. Geknickte Eckpilaster und bandförmiges Gurtgesims. Die rechteckigen Rahmen der vier traufseitigen Fenster mit profilierter Sohlbank und Schlussstein. Westlich breite stichbogige Toreinfahrt aus Quadern. Im Hof Vorgängerbau in Fachwerk: Eingeschossiges verputztes Wohnstallhaus von zwei zu vier Achsen, 18. Jahrhundert. Giebeldach über derb profilierter Holztraufe. Einfaches Gitterwerk.[17]

### Einwohnerentwicklung
Gemeinde Oberrimbach
| Jahr      | 1818  | 1840   | 1852   | 1855   | 1861   | 1867   | 1871   | 1875   | 1880   | 1885   | 1890   | 1895   | 1900   | 1905   | 1910   | 1919   | 1925   | 1933   | 1939   | 1946   | 1950   | 1952   | 1961   | 1970   |
| Einwohner | 162   | 290    | 284    | 293    | 284    | 295    | 297    | 274    | 292    | 256    | 246    | 259    | 263    | 247    | 261    | 248    | 239    | 261    | 249    | 413    | 386    | 367    | 294    | 277    |
| Häuser    | 28    | 40     |        |        |        |        | 41     |        |        | 40     | 40     |        | 42     |        |        |        | 44     |        |        |        | 50     |        | 58     |        |
| Quelle    | [ 9 ] | [ 19 ] | [ 20 ] | [ 20 ] | [ 21 ] | [ 22 ] | [ 23 ] | [ 24 ] | [ 25 ] | [ 26 ] | [ 27 ] | [ 20 ] | [ 28 ] | [ 20 ] | [ 29 ] | [ 20 ] | [ 30 ] | [ 20 ] | [ 20 ] | [ 20 ] | [ 31 ] | [ 20 ] | [ 13 ] | [ 32 ] |

Ort Oberrimbach
| Jahr      | 001818 | 001836 | 001840 | 001861 | 001871 | 001885 | 001900 | 001925 | 001950 | 001961 | 001970 | 001987 | 002014 |
| Einwohner | 162    | 200    | 198    | 194    | 209    | 179    | 180    | 180    | 307    | 242    | 215    | 187    | 168    |
| Häuser    | 28     | 27     | 27     |        |        | 29     | 32     | 32     | 38     | 45     |        | 52     |        |
| Quelle    | [ 9 ]  | [ 11 ] | [ 19 ] | [ 21 ] | [ 23 ] | [ 26 ] | [ 28 ] | [ 30 ] | [ 31 ] | [ 13 ] | [ 32 ] | [ 33 ] | [ 2 ]  |

## Religion
Oberrimbach ist seit der Reformation gemisch konfessionell. Die Katholiken sind nach St. Michael (Appenfelden) gepfarrt, die Protestanten nach St. Mauritius (Kirchrimbach).

## Veranstaltungen
- Die "Kirchweih" findet jährlich im Juli statt[34]